# Étienne-Jean-Baptiste Cartier
Pour les articles homonymes, voir Cartier.
Étienne-Jean-Baptiste Cartier, né le 11 octobre 1780 à Tours, mort le 22 juillet 1859 à Amboise, est un négociant, numismate et historien français.

## Biographie
Étienne-Jean-Baptiste Cartier est le fils d'Étienne-Alexandre-Gatien Cartier (1755-1830), marchand-fabricant en soierie, et de Madeleine-Perrine Champoiseau. Après avoir suivi ses études au collège de Pontlevoy, il rejoint les affaires familiales de fabrication et négoce d'étoffes de soie, dont il reprend la direction de la maison de commerce à Tours et devient membre de la Société d'encouragement pour l'industrie nationale.
Sous les Cent Jours, membre de la Société de Chevaliers de l'Anneau et de la Société des Francs Régénérés, Cartier participe aux mouvements royalistes en Touraine. Il devient conseiller municipal et juge au tribunal de commerce (1824) de Tours sous la seconde Restauration. Il devient également membre du conseil général des manufactures et caissier de la Monnaie (1825) à Paris. 
Rentré dans la vie privée après la révolution de juillet 1830, il s'installe à Amboise et se consacre aux travaux historiques, littéraires et scientifiques, s'intéressant tout particulièrement à la numismatique. En s'appuyant notamment sur les archives de l'hôtel de ville de Tours, il prépare une notice sur l'état de la fabrication de la soie sous Louis XI. 
Il contribue à la Société d'agriculture, sciences, arts et belles-lettres d'Indre-et-Loire, est admis membre correspondant de la Société des antiquaires de France en 1834 et fonde la Revue numismatique française en 1835 avec Louis de La Saussaye, dont il est le directeur de la Revue de 1836 à 1856.
Marié avec Judith Thérèse Gaillard, fille de Claude Auguste Gaillard, juge au tribunal de Blois, et d'Anne Tournyer, il est le père d'Étienne Cartier (1813-1887), de Caroline Cartier (religieuse ursuline) et de Pauline Cartier (épouse d'Alexandre Jeuffrain).

## Œuvres
- Considérations sur l'histoire monétaire en France
- Du symbolisme chrétien dans l'art
- Mélanges historiques